# 큰캐나다기러기
큰캐나다기러기(Branta canadensis, 영어: Canada goose)는 북아메리카에 서식하는 대형 야생 기러기(거위)의 일종이다. 일부는 계절에 따라 북부 유럽까지 진출하기도 한다. 원래는 겨울이 되면 남쪽으로 이동하는 철새이지만, 점차 텃새화가 진행되고 있어서 문제를 일으키고 있다. 우리나라 동물원에서도 몇 마리가 사육되고 있다.

## 분류
과거에는 Canada goose 단일 종으로 보았지만 2004년부터 대형 종을 큰캐나다기러기(영어: Canada goose, 학명: Branta canadensis)로, 소형 종을 캐나다기러기(영어: Cackling goose, 학명: Branta hutchinsii)로 분류하였다. 큰캐나다기러기는 7아종, 캐나다기러기는 4아종을 포함하였다.

## 사진

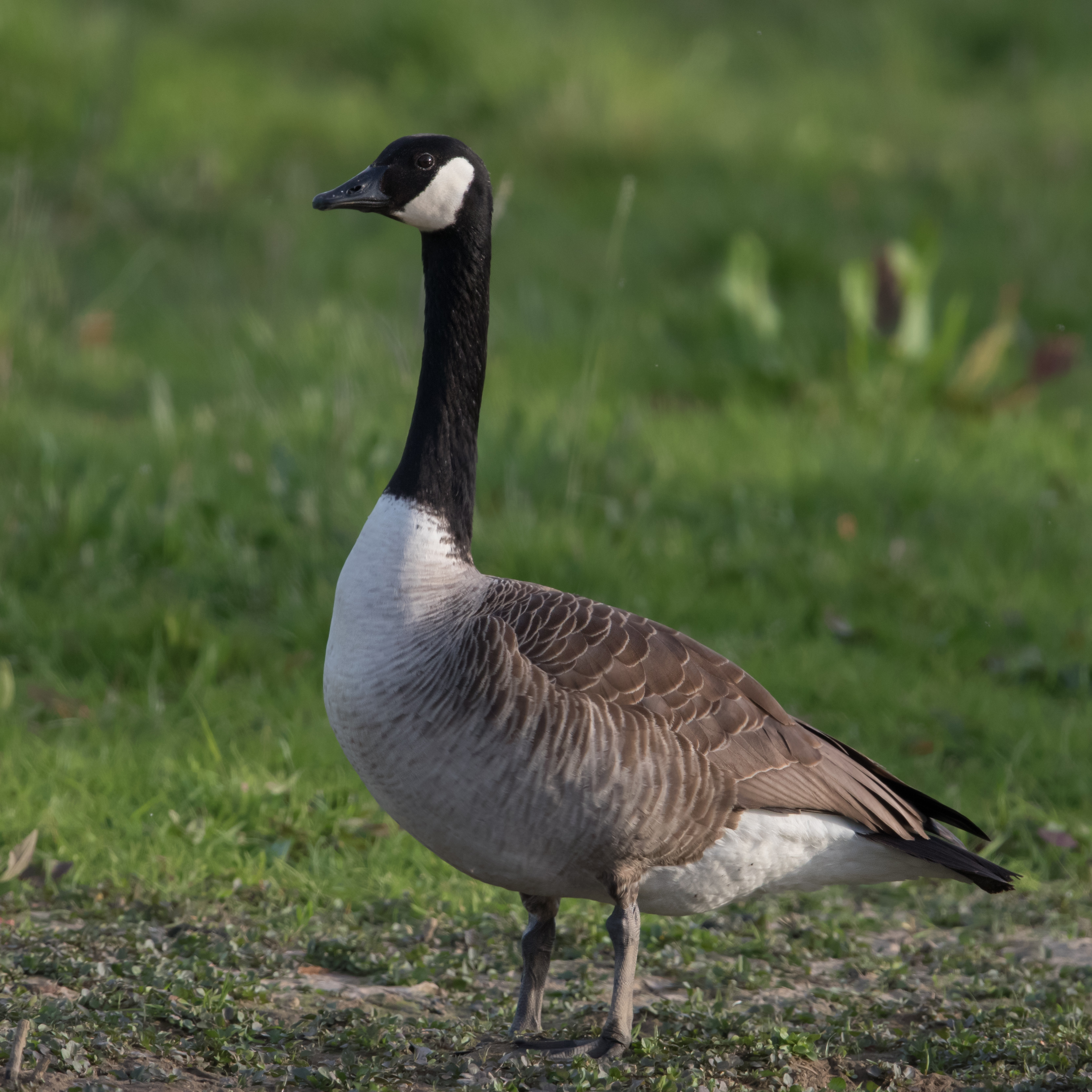
큰캐나다기러기
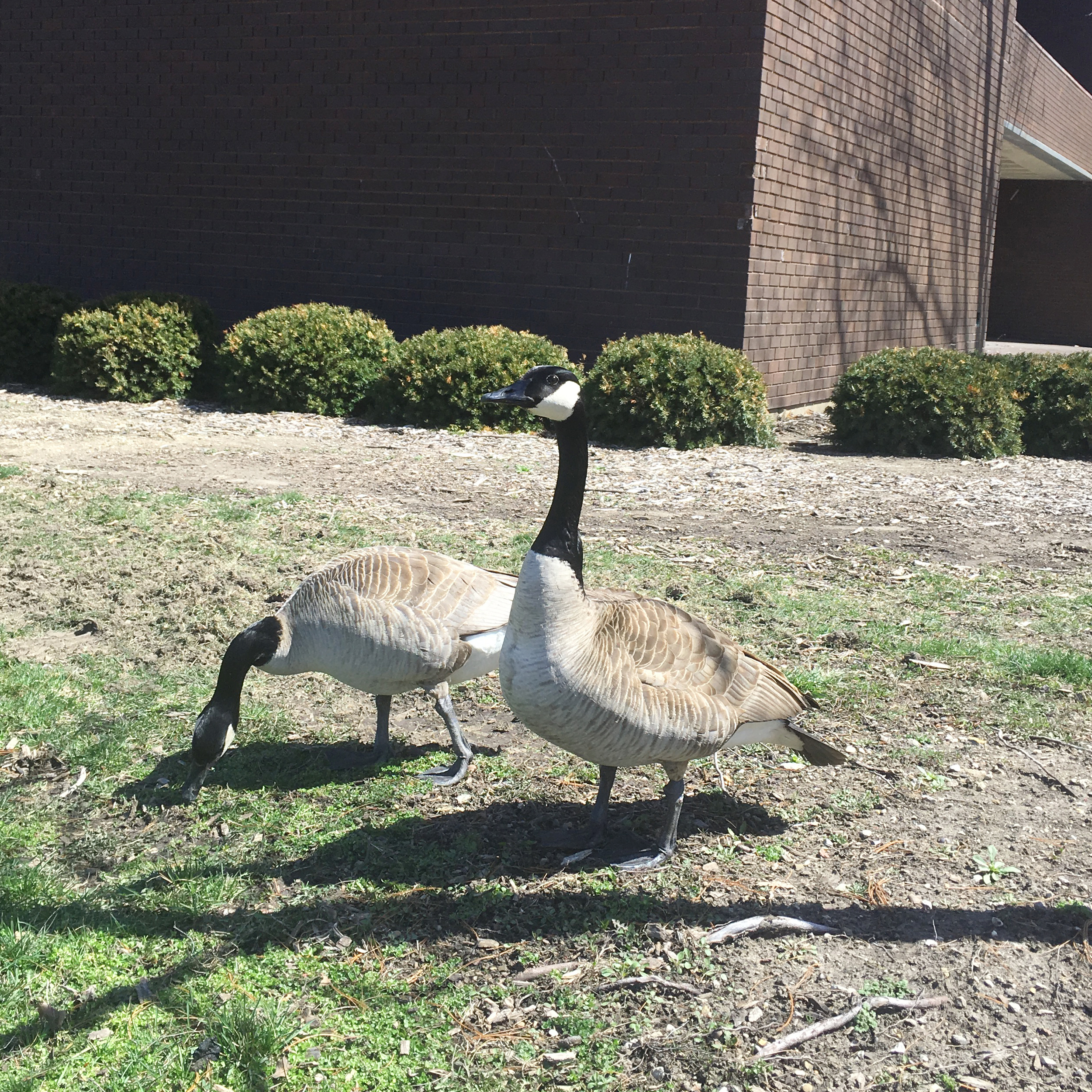
큰캐나다기러기 한 쌍
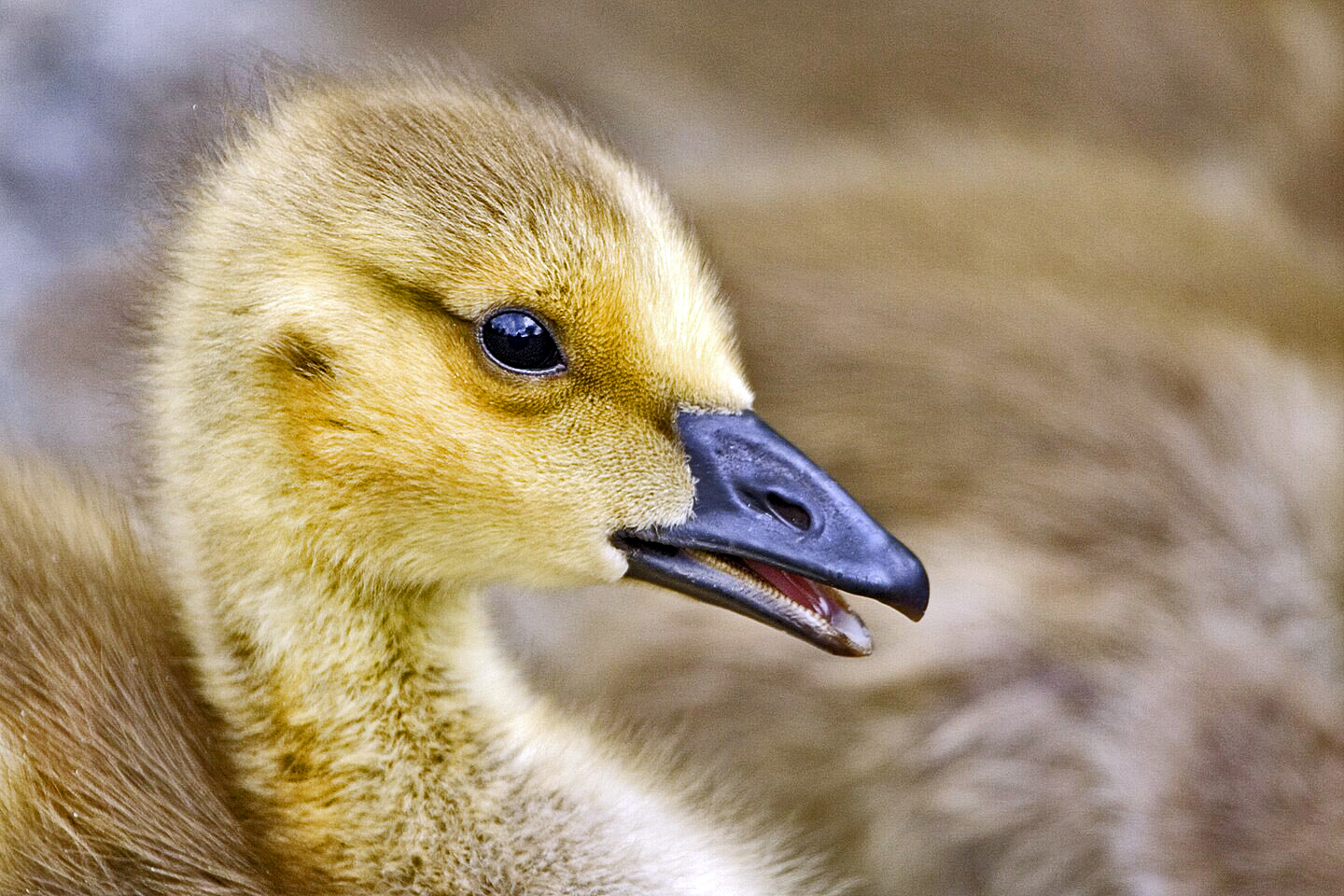
큰캐나다기러기 새끼
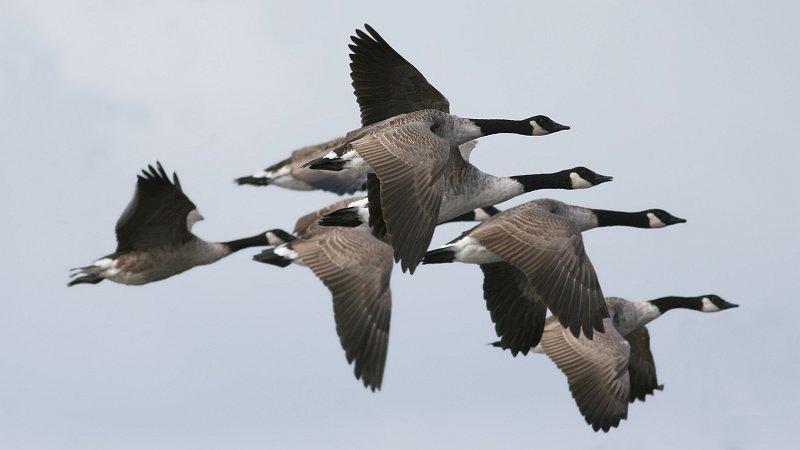
무리 지어 비행하는 큰캐나다기러기
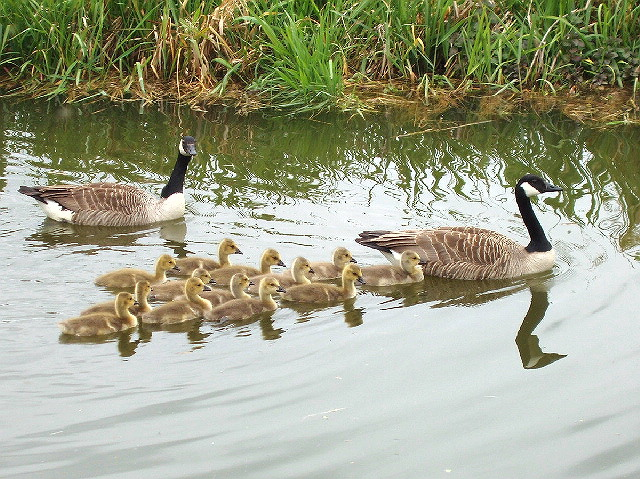
큰캐나다기러기 가족
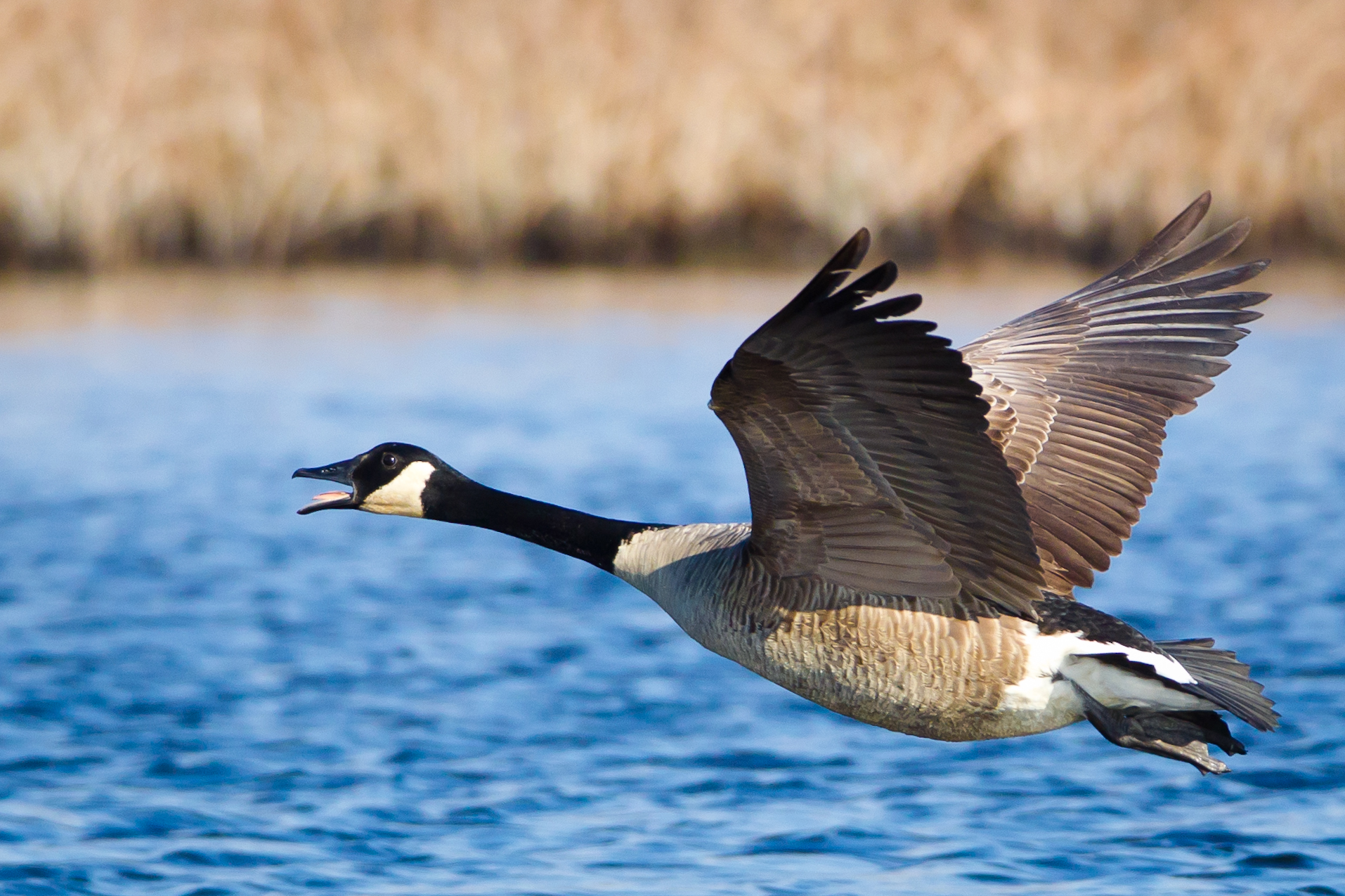
비행 중인 큰캐나다기러기
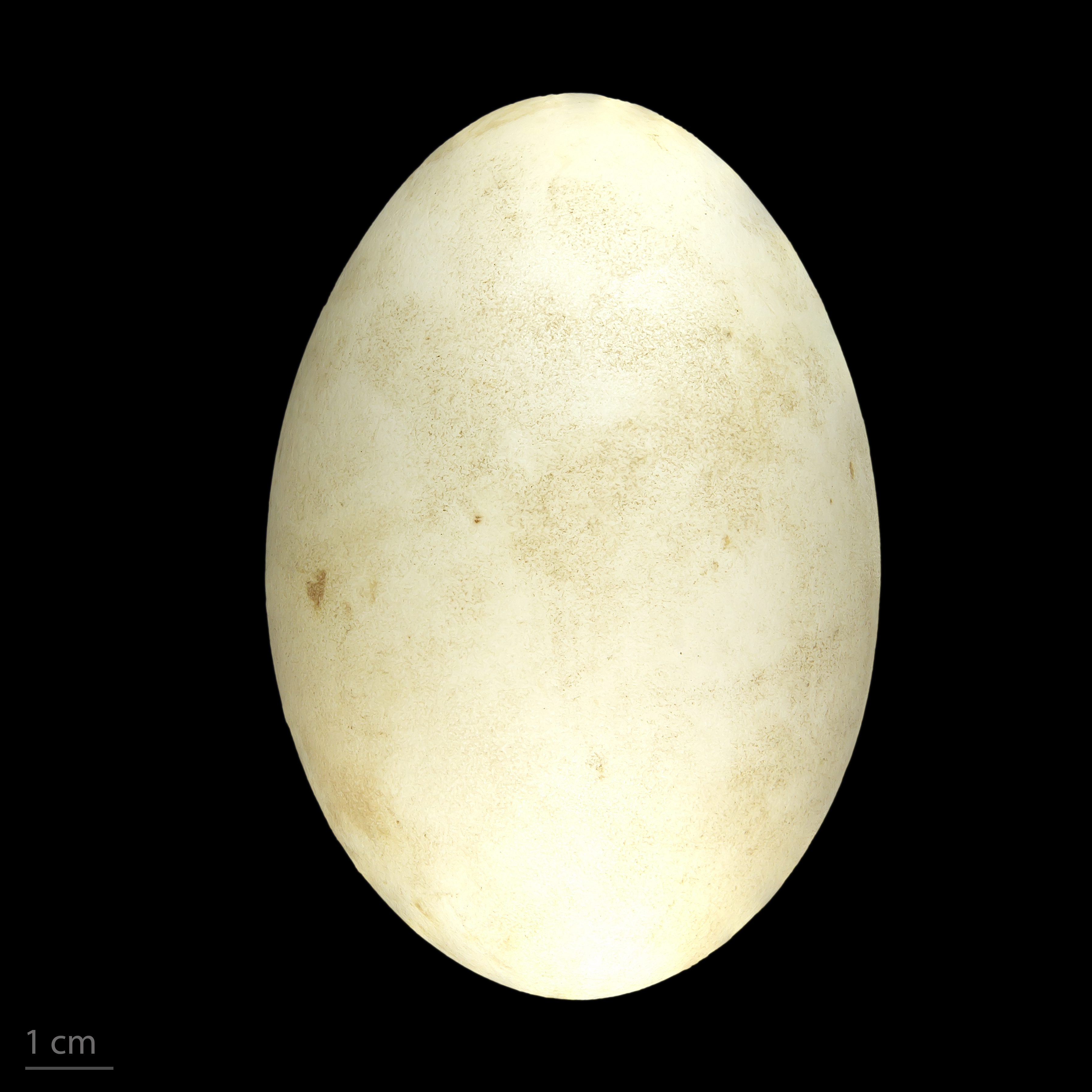
Museum specimen